# Rapa Nui (peuple)
Pour les articles homonymes, voir Rapa Nui.
Les Rapa Nui ou Rapanuis constituent l'ethnie autochtone polynésienne de l'île de Pâques (également nommée Rapa Nui dans la langue locale, le rapanui). Culture polynésienne la plus orientale, les Polynésiens de l'île de Pâques représentent environ 60 % de la population actuelle de l'île de Pâques, mais une partie importante de leur population réside au Chili continental. Ils parlent à la fois la langue polynésienne rapanui et la langue principale du Chili, l'espagnol. Lors du recensement de 2017, l'île comptait 7 750 habitants, presque tous vivant dans le village de Hanga Roa, sur la côte ouest.
Depuis 2011, la principale source de revenus de Rapa Nui provient du tourisme, favorisé par les tikis géants appelés moaïs.
Au cours de la dernière décennie, les militants de Rapa Nui ont lutté pour l'autodétermination et la souveraineté sur leurs terres. Les protestations en 2010 et 2011 des indigènes Rapa Nui, s'opposant à la création sur l'île de Pâques d'un parc marin et d'une réserve qui les aurait privés de leurs usages traditionnels, ont été réprimées par la police chilienne,.

## Histoire

### Contact pré-européen (300-1722)

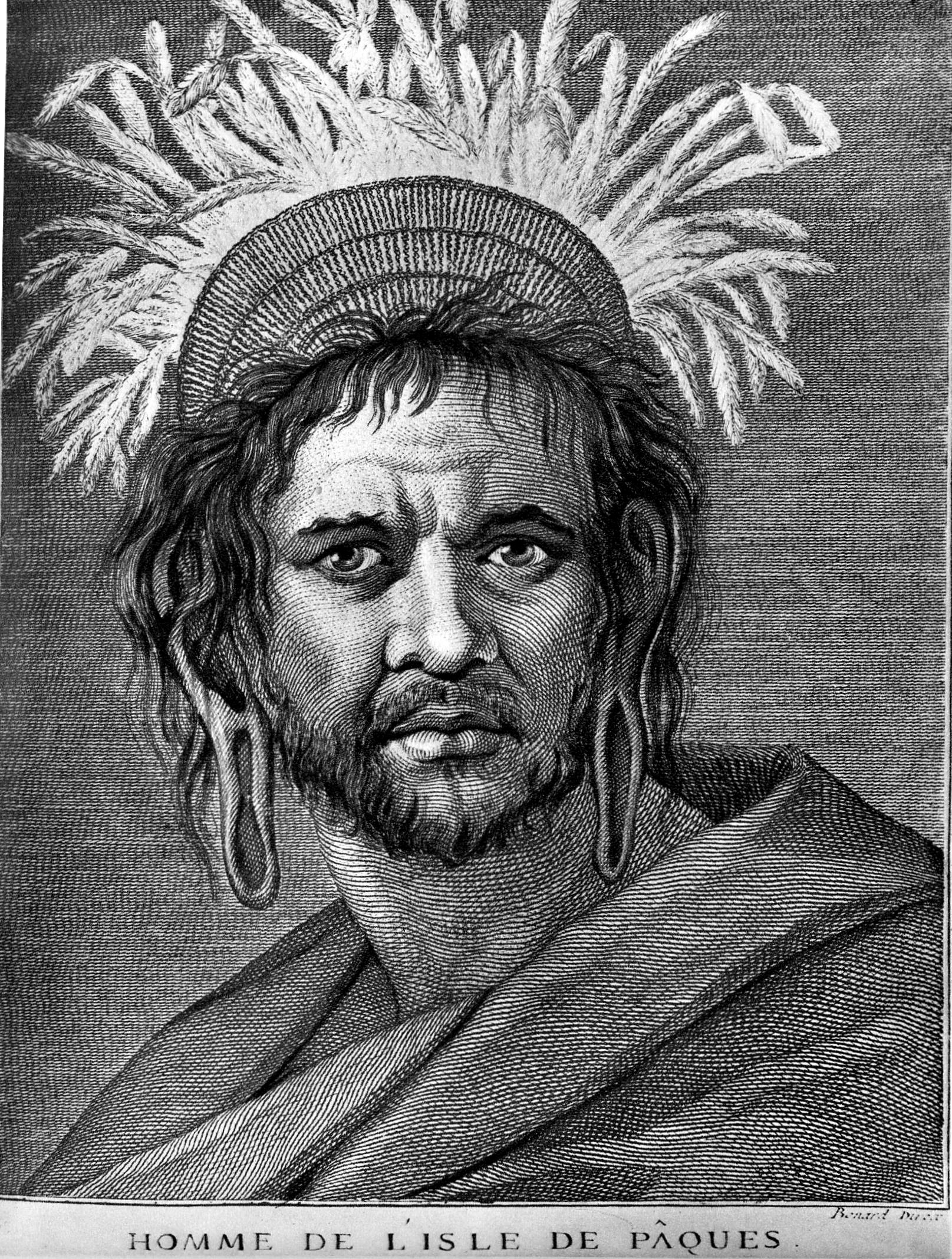
Gravure de 1777 d'un Rapa Nui.

On a pensé que peuple autochtone connu comme « Haumaka » ou « Matamua » (les « premiers » en rapanui), originaire, selon la tradition orale, des Marquises (Hiva-Oa ou Nuku-Hiva) s'est installé sur l'île de Pâques entre 300 et 1200, puis la fourchette de la date d'arrivée a été réduite entre 700 et 800, et finalement, des preuves plus récentes issues de la datation au radiocarbone soutiennent une date d'arrivée autour de 1200. Il est établi que ce peuple « Matamua » est d'origine polynésienne grâce à l'analyse génétique de l'ADN mitochondrial de squelettes préhistoriques. L'analyse génétique réalisée par Erik Thorsby et d'autres généticiens en 2007 sur le peuple Rapa Nui actuel révèle les marqueurs génétiques d'origine européenne et amérindienne concordant avec les contacts européens et amérindiens depuis le XVIIIe siècle.

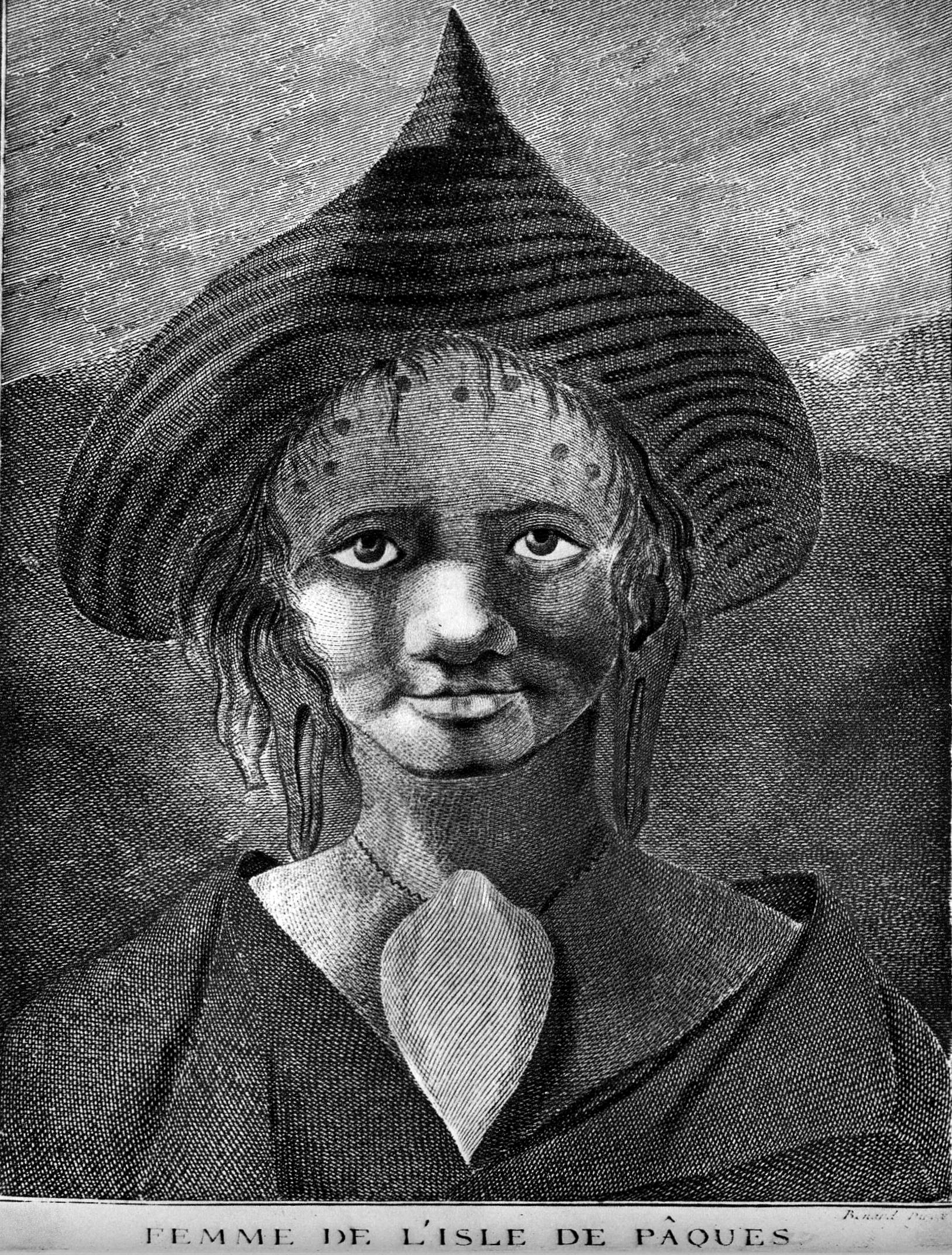
Gravure de 1777 d'une femme de l'Île de Pâques.

### Premier contact européen (1722-1870)
Jacob Roggeveen est le premier Européen à enregistrer un contact avec les Rapa Nui. Roggeveen aurait mis les voiles soit à la recherche des îles Juan Fernández, soit de l'île David, mais serait arrivé à l'île de Pâques le 5 avril 1722 (dimanche de Pâques). Il reste sur l'île pendant environ une semaine. Felipe González de Ahedo visite Rapa Nui en 1770 et revendique l'île pour l'Espagne sur un document sur lequel les insulaires contresignent en rongorongo, système de signes dont le déchiffrement est un processus continu : il n'est pas encore clair si c'est une forme d'écriture ou une autre forme d'expression culturelle. James Cook puis Jean-François de La Pérouse visitent l'île pendant quelques jours en 1774 et 1786 respectivement.
La première population austronésienne, les Haumaka ou Matamua, a été quasiment exterminée en 1862, lorsqu’une flotte péruvienne d’esclavagistes accosta dans l’île. Après avoir attiré les insulaires — grands amateurs de musique — en jouant de l’accordéon, ils en ont capturé environ 1 500 pour les mettre au travail forcé d’extraction du guano sur les îles Chincha. Les rares survivants furent évacués sur le continent lorsque l’Espagne, qui n’avait pas encore reconnu l’indépendance du Pérou en 1864, occupa les îles Chincha le 14 avril 1864, au début de la Guerre hispano-sud-américaine (1864-1866). De là, ils furent rapatriés grâce aux pressions des missionnaires et du consul de France à Lima, mais au retour ils propagèrent une épidémie de variole, manquant de peu de faire disparaître le reste de la population.
À partir de 1864, les colons français installés dans l’île de Pâques, comme Jean-Baptiste Dutrou-Bornier, commencèrent à faire venir de Rapa, dans l’archipel des Australes en Polynésie française, des ouvriers agricoles pour travailler dans les plantations et les élevages. C’est pourquoi les autochtones actuels se dénomment enata Rapa-nui (« peuple de la Grande Rapa ») et n’ont d’ailleurs pas oublié leurs racines en partie rapanaises, d’autant que, jusqu’en 1911, la mission catholique de l’île de Pâques dépendait du vicariat de Tahiti. Dans les années 1870, il n’y avait que cent onze Rapa Nui, issus de trente-six familles, en majorité rapanaises. La tragédie des Rapa Nui a continué quand les autorités chiliennes eurent annexé l’île en 1888 : elles la louèrent à des planteurs et éleveurs anglais, confinant les « indigènes » dans le village d’Hanga Roa, cerné de barbelés. Ce n’est qu’à la fin du XXe siècle que les barbelés furent enlevés et que les Rapa Nui devinrent des citoyens chiliens de plein droit, libres de circuler dans leur île et d’y exploiter ou louer eux-mêmes leurs propriétés.

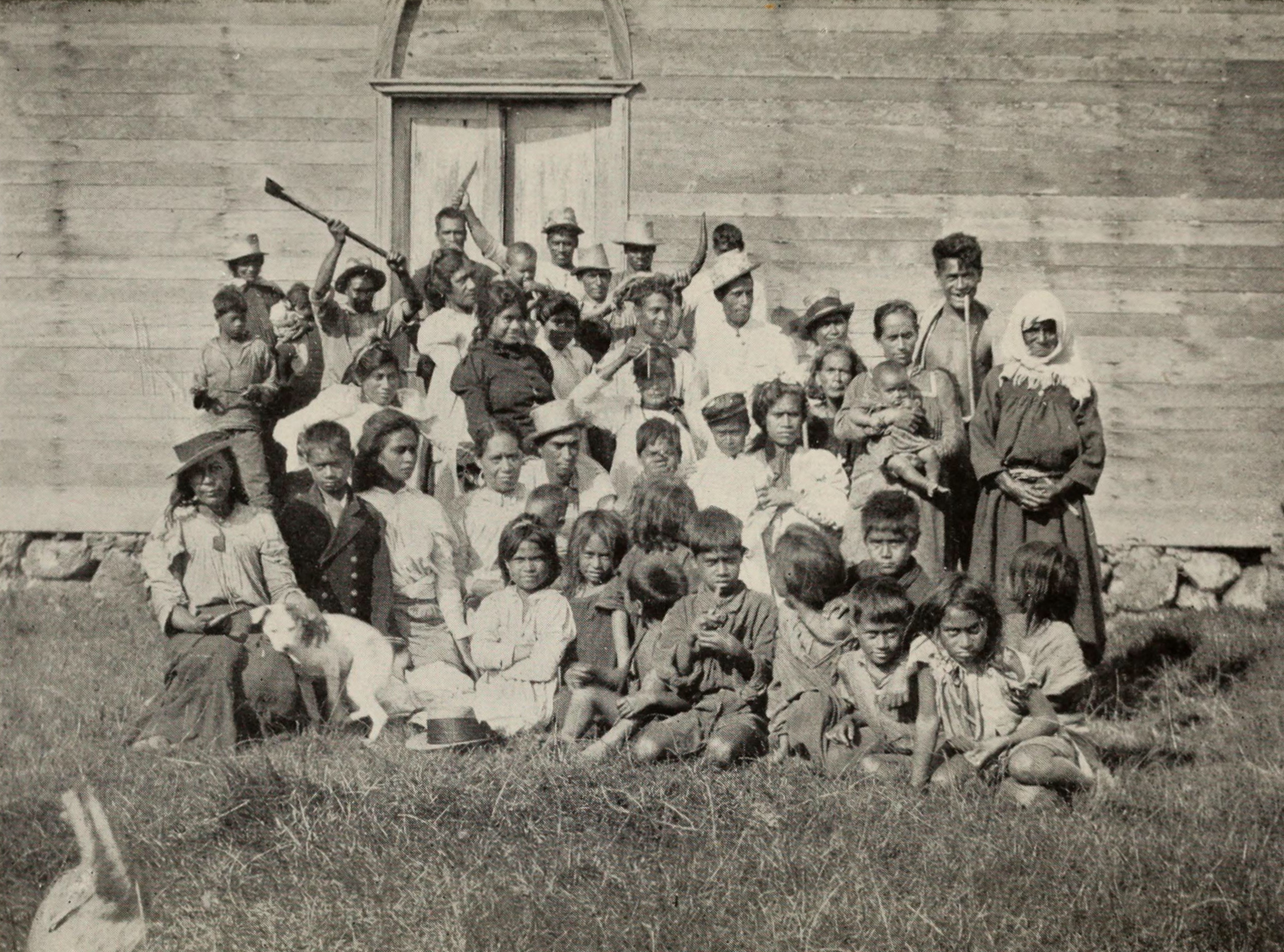
Groupe de Rapa Nui à Hanga Roa, v. 1914

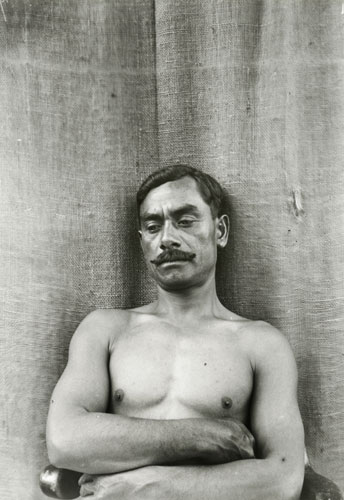
Juan Tepano Rano 'a Veri 'Amo, officier chilien d'origine Rapa Nui, alors qu'il servait dans l'expédition Mana de 1915 (23 juillet 1915).

## Culture

### Langue
Les Rapa Nui parlent actuellement l'espagnol et la langue traditionnelle rapanui, également connue sous le nom de pascuan, et classée comme langue de la Polynésie orientale. Elle est actuellement écrite en écriture latine. Le rapanui est une langue minoritaire, car la plupart des Rapa Nui parlent l'espagnol comme première langue. L'espagnol est la langue la plus parlée sur l'île de Pâques et la principale langue de l'éducation et de l'administration. Le rongorongo, un système de glyphes découvert dans les années 1800, représente une version plus ancienne de la langue des Rapa Nui.
L'histoire du rapanui avant le contact européen est mal connue, mais la majorité du vocabulaire rapanui est héritée directement du proto-polynésien oriental. Cette langue s'en distingue néanmoins parce qu'elle a évolué isolément durant plus de cinq siècles.

### Mythologie
Selon la mythologie Rapa Nui, Hotu Matu'a est le premier découvreur légendaire et ariki mau (« chef suprême » ou « roi ») de l'île de Pâques. Le culte de Tangata manu (« homme-oiseau ») succède à celui des ancêtres personnifiés par les moaï de l'île, abandonnés après le conflit que l'on suppose lié la diminution des ressources naturelles. La divinité Make-make est le dieu principal du culte des hommes-oiseaux.
La planète naine transneptunienne Makemake doit son nom à cette divinité créatrice.
La mythologie plus récente de Rapa Nui, largement diffusée par Thor Heyerdahl et Jean-Hervé Daude, comprend l'histoire d'une conquête de l'île par des Incas, les Hanau epe (« longues-oreilles ») et d'une bataille épique entre ceux-ci et les autochtones Hanau momoko (« courtes-oreilles »). Le film Rapa Nui de Kevin Reynolds, sorti en 1994, intègre dans son scénario l'« écocide » de l'île par les autochtones, avant l'arrivée des planteurs et des éleveurs de moutons européens, tiré du livre de Jared Diamond Collapse de 2005, et la guerre civile entre les dominants longues-oreilles et les dominés courtes-oreilles, se concluant par le cannibalisme et un effondrement.

### Moaï
L'aspect le plus connu de la culture Rapa Nui est le moai, les 887 figures humaines taillées dans la roche entre 1250 et 1500 de notre ère et transportées dans toute l'île de Pâques. On pense que les moai sont les visages vivants des ancêtres et sont renversés en 1868. Les moai reposent sur de grandes plates-formes de pierre appelées ahu, dont les plus célèbres sont Ahu Tongariki, le plus grand ahu, et Ahu Vinapu. Certains moai ont des chapeaux de pierre volcanique rouge connue sous le nom de Pukao. Actuellement, Rapa Nui et le gouvernement chilien se concentrent sur la préservation et la restauration des statues, notamment en désignant une zone qui comprend de nombreuses statues, le parc national de Rapa Nui, comme site du patrimoine mondial.

### Art
Les Rapa Nui fabriquent historiquement des coiffes de plumes, des tissus d'écorce, des sculptures sur bois et des sculptures sur pierre. Des herminettes, des pierres rondes et émoussées, étaient utilisées pour compléter des images en pierre et des sculptures sur bois. Une caractéristique distinctive des statues de Rapa Nui est l'utilisation de coquillages ou de coraux incrustés d'obsidienne pour représenter les yeux.

### Musique
La musique traditionnelle de Rapa Nui se compose de chants choraux et de chants accompagnés d'instruments tels que des trompettes en coquille de conque, des danseurs percussifs, des accordéons et du kauaha, un instrument de percussion créé à partir de la mâchoire d'un cheval. La musique Rapa Nui moderne a eu des influences latino-américaines créant de nouveaux genres tels que le style de tango Rapa Nui. Matato'a, l'un des groupes musicaux les plus célèbres de l'île, promeut les styles de danse et de musique traditionnels.

### Tatouages

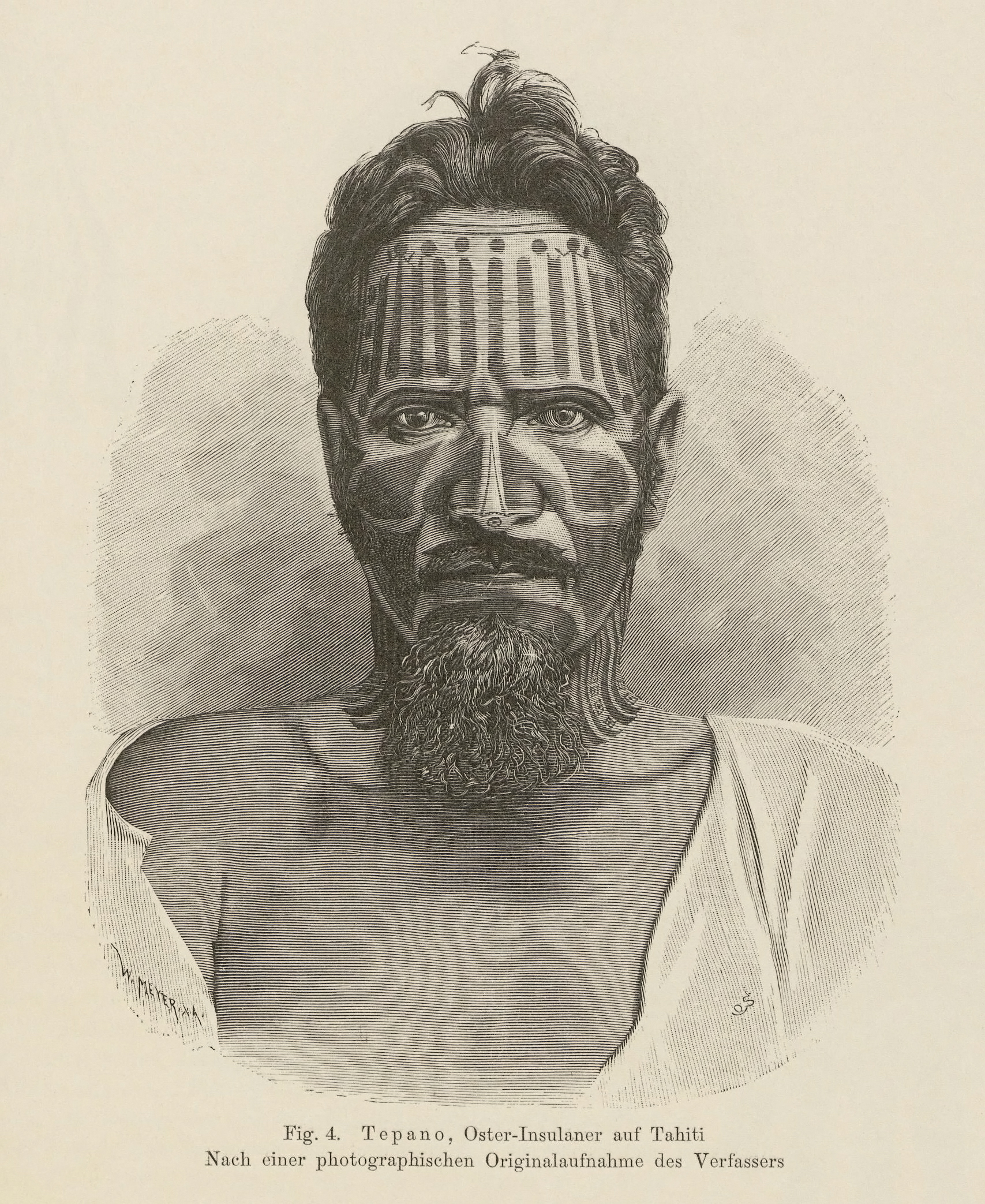
Gravure de Tepano, un rapanui tatoué.

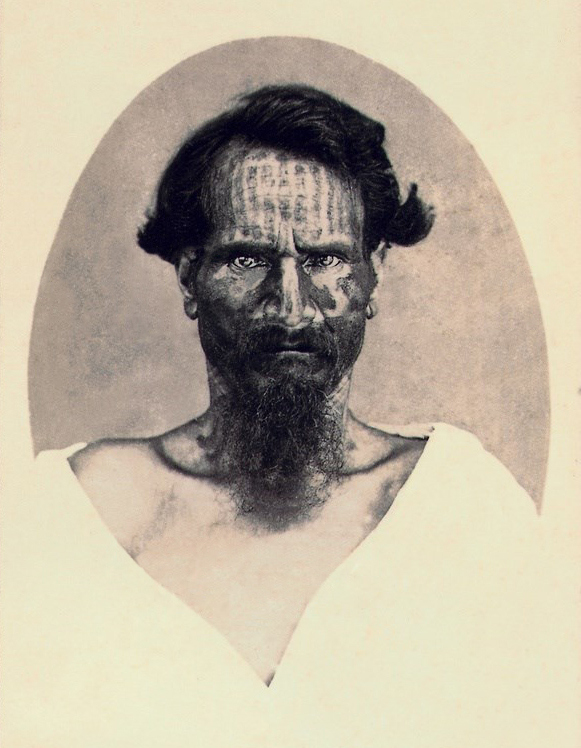
Tepano, Rapanui tatoué photographié en 1870.

Comme dans d’autres îles polynésiennes, les tatouages et les peintures corporelles avaient une connotation fondamentalement spirituelle. Dans certains cas, les tatouages étaient considérés comme un récepteur de force divine ou de mana. C'étaient des manifestations de la culture Rapa Nui. Les prêtres, les guerriers et les chefs portaient plus de tatouages que le reste de la population, symbole de leur hiérarchie. Les hommes et les femmes étaient tatoués pour représenter leur classe sociale,. Les tatouages, ainsi que d'autres formes d'art à Rapa Nui, mélangent des images anthropomorphes et zoomorphes. De nos jours, les jeunes considèrent les tatouages Rapa Nui comme une partie importante de leur culture et les artistes locaux basent leurs créations sur des motifs traditionnels.
Le processus de tatouage était réalisé avec des aiguilles et des peignes en os appelés uhi, fabriqués à partir d'os d'oiseaux ou de poissons. L'encre était fabriquée à partir de produits naturels, principalement issus de la combustion de feuilles de ti (Cordyline terminalis) et de canne à sucre,.

## Interaction avec l'environnement
Une hypothèse courante diffusée par Jared Diamond est que le déclin apparent de la culture et de la société Rapa Nui avant l'arrivée des Européens en 1722 serait dû à la surexploitation de l'environnement de l'île, notamment à travers la déforestation de presque tous les arbres de l'île. Cette idée postule que la société Rapa Nui, contrairement à toutes les autres ociétés polynésiennes, aurait surexploité les ressources générales présentes sur l'île, principalement le bois, les sources de nourriture et la population active, pour réaliser l'exploit gourmand en énergie et en ressources que représente le transport et l'élévation des moaï. Les ressources alimentaires pourraient avoir été plus rares que dans d'autres régions de Polynésie en raison de facteurs tels que le climat plus frais, le manque de précipitations par rapport aux autres îles de la région, les vents violents et le manque de biodiversité, ce qui aurait conduit à des récoltes moins performantes que dans d’autres régions du Pacifique. En dépit des bosquets de Sophora toromiro mesurant en moyenne deux mètres de haut, l'île manquait aussi aux XIXe – XXe siècles de bon bois capable de fournir des rondins pour le transport des moaï et de permettre la construction de pirogues.
Bien que l'île de Pâques compte actuellement 48 espèces différentes de plantes, comme en témoignent les études botaniques de l'île, elle en possédait autrefois beaucoup plus, comme le montrent les analyses de pollen menées sur les couches de sédiments des marécages ou des étangs. Ces échantillons montrent que 22 espèces qui ne sont plus présentes sur l'île y ont poussé à un moment donné. Ces plantes comprenaient le palmier géant Rapa Nui, qui semble avoir été la plus grande espèce de palmier au monde, éclipsant la taille du palmier à vin chilien. Il existe également des signes indiquant que l'île de Pâques possédait autrefois une faune beaucoup plus diversifiée. Les restes squelettiques de 25 espèces différentes d’oiseaux nicheurs ont été localisés sur l’île, mais ce nombre a depuis été réduit à 16. Cette tendance à l’extinction et à la disparition du pays est courante lorsque les humains surexploitent les ressources.
La déforestation aurait provoqué une diminution des rendements agricoles en raison de l'érosion des sols et la perte de bois comme ressource, menant à l'arrêt de la pêche et de la construction des moaï érigés sur les ahus. Jared Diamond a largement diffusé l'hypothèse selon laquelle la raréfaction des ressources aurait causé une guerre civile brutale, entraînant une baisse de la population qui serait passée d'environ 7 000 habitants avant la guerre, à 2 000 survivants lorsque des missionnaires comme Eugène Eyraud sont arrivés au XIXe siècle et ont procédé au premier recensement de l'île.
Au XXIe siècle, ce déclin est de plus en plus imputé à une dégradation de l'environnement causée non par les autochtones Rapa Nui, mais par les moutons et les cultures des Européens et par les maladies qui les accompagnaient couramment comme la variole, plusieurs chercheurs ayant noté qu'auparavant la société précoloniale Rapa Nui était plutôt stable,.
En 2024, une étude du génome d'anciens Rapa Nui confirme les arguments archéologiques selon lesquels il n'y a pas eu d'effondrement démographique ni de suicide écologique, l'île de Pâques n'ayant jamais été densément peuplée,.

### Agriculture
L'agriculture sur l'Île de Pâques montre des signes d'adaptation à son climat caractérisé par un excès de vent et une faible pluviométrie : les découvertes archéologiques montrent une multitude de fosses de compostage et de systèmes d'irrigation. De gros rochers ont également été empilés pour servir de barrière contre le vent. Dans les champs, un système d'agriculture appelé paillis lithique est utilisé. Dans cette méthode, les agriculteurs disposaient des pierres selon des motifs dans leurs champs, forçant les plantes à pousser dans certaines zones. Cette méthode est connue pour augmenter l’humidité du sol tout en réduisant l’érosion éolienne du sol, luttant ainsi efficacement contre les conditions climatiques.
Les cultures de l'île de Pâques comprenaient la patate douce, l'igname, le taro, puis les bananes et la canne à sucre. Les poulets étaient le seul animal domestique, et les « poulaillers » sculptés dans la pierre qui parsèment encore les champs de l'île étaient très probablement des tombes à partir desquelles les poulets obtenaient du calcium et du phosphore sous forme de farine d'os.

## Voir également
- Rongorongo
- Hotu Matu'a
- Histoire de l'île de Pâques

### Bases de données et dictionnaires
- Notices d'autorité :   - LCCN
  - Israël